# セイヨウヒイラギガシ
セイヨウヒイラギガシ（西洋柊樫、学名: Quercus ilex）は、ブナ科コナラ属の常緑高木。英名にはevergreen oak、holly oak、holm oakなどがある。トキワガシ（常磐樫）とも呼ばれる。

## 名称
英語名では holm oak（ホルムオーク）または ilex（アイレクス）とよばれているが、これは卵形の葉の形がラテン語で ilex（イレクス）、古い英語で holm（ホルム）とよばれるセイヨウヒイラギに葉に似ていることから来ている。和名は、葉の形がセイヨウヒイラギに似ていることからセイヨウヒイラギガシという名前を持つ。

## 特色

セイヨウヒイラギガシの2亜種の自生域（塗りつぶし）および人為的移入地（三角形）

原産地は地中海北岸地域。中でもスペインでは全域で見られる。ホワイトオークに分類され、毎年夏季にドングリが熟す。大型の常緑樹であり、生育場所によっては樹高が21 - 28メートル (m) に達することもあり、周囲長が6 mを超えることもある。樹皮は灰色で、小さく不規則にひび割れる。枝には密に葉が茂る。葉は卵形で、若葉にだけセイヨウヒイラギのようなトゲがある。葉の裏面は灰色で、細かい毛に覆われている。オークとしては珍しく常緑で、古い葉は新しい葉が出てから2年が経つと落葉する。葉は乾燥した気候に適応したもので、葉裏の毛が光を反射すると同時に、葉の近くの空気を捕らえて水分の蒸発を減らすのに役立っている。
花期は春。尾状花序が数多く垂れ下がり、開花から半年後に堅果（ドングリ）が実る。ドングリはリスなどの動物の食料になるが、ほとんどドングリがならない年もあれば、俗に「なり年」と言って、時々リスたちが食べきれないほどのドングリを一度に実らせて、残ったドングリで発芽させる生き残り戦略を採っている。「なり年」のシーズン中は葉を多く茂らせて、ドングリをたくさん実らせるための栄養分を生産している。「なり年」の次のシーズンになると、ドングリの数は少なくなり、例年よりも多くの葉が落ちて、年輪の幅も狭くなる。

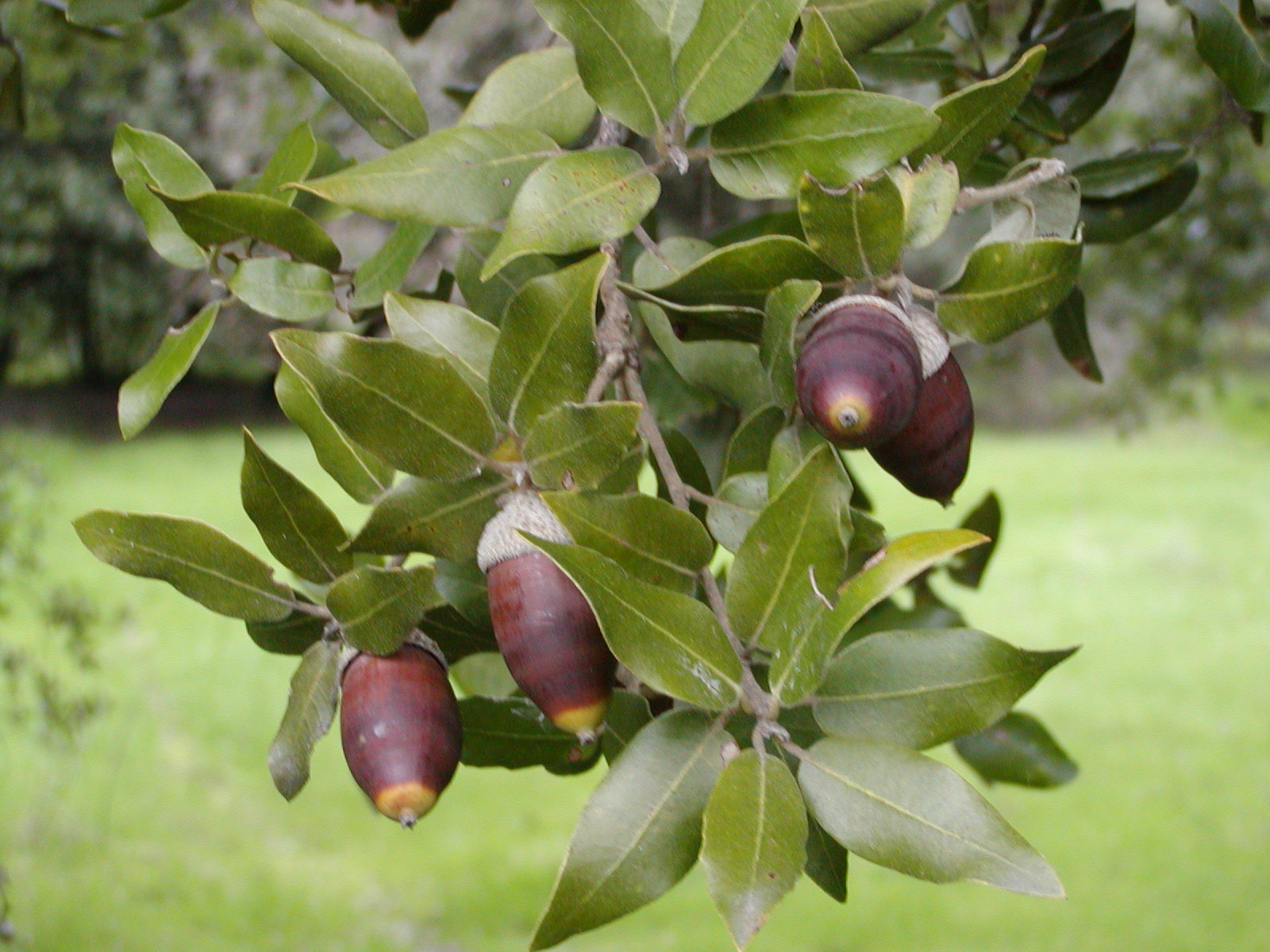
コルシカ島のセイヨウヒイラギガシ
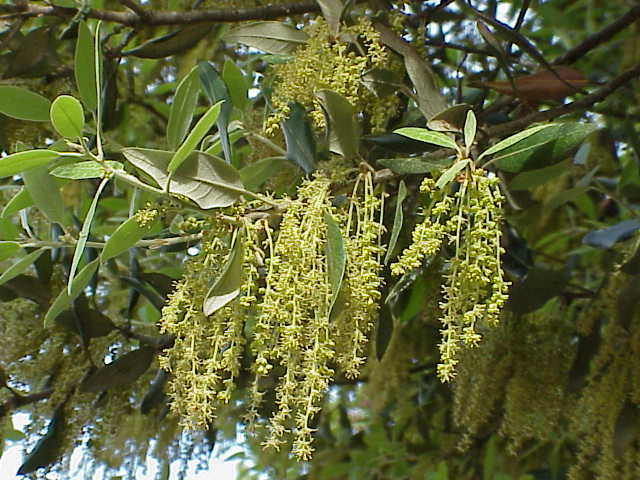
春季の葉と尾状花序
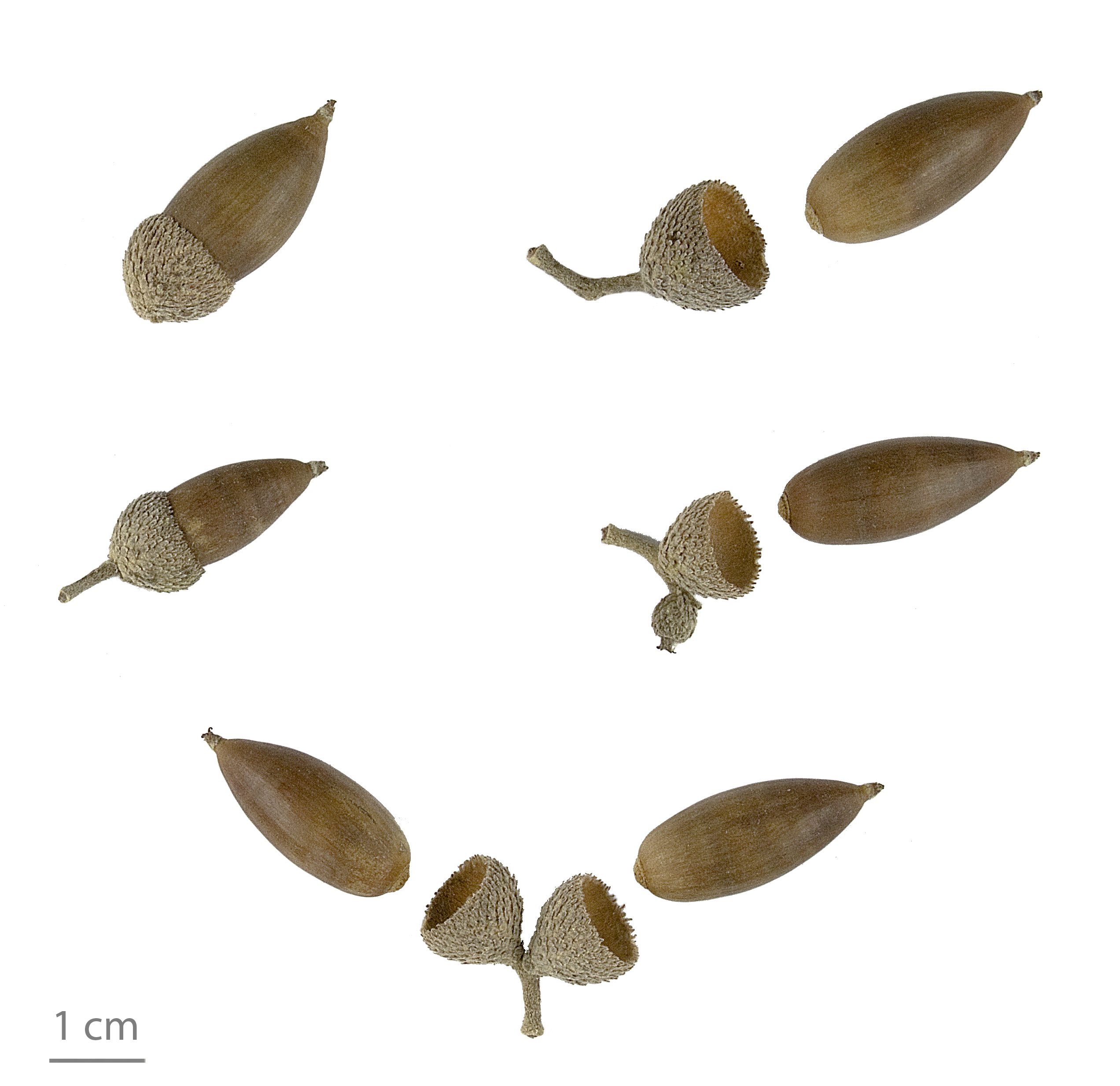
ドングリのイラスト
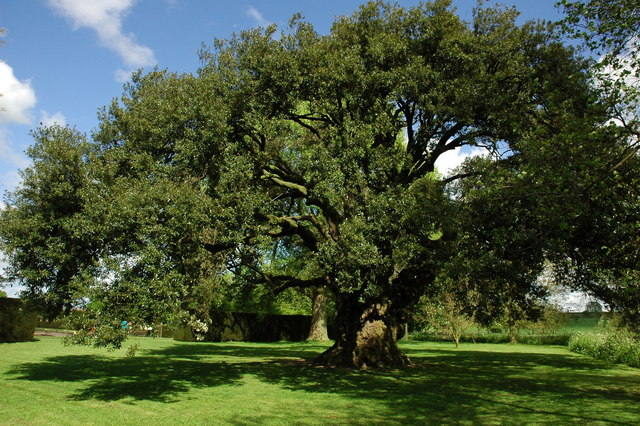
庭木として植えられるセイヨウヒイラギガシ

## 利用

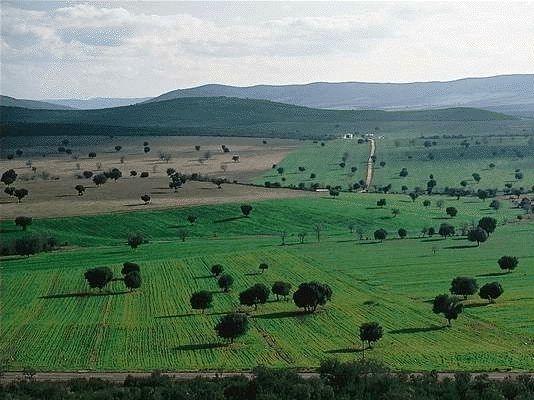
トレド山地のデエサ

硬く丈夫な木材となるため、古代から建物の柱材、工具、荷馬車、船舶、ワイン樽などに用いられている。薪や炭の生産にも使用される。イベリア半島では、ドングリを特産のイベリコ豚に食べさせて、ハムの一種「ハモン・イベリコ」を作っている。イベリコ豚が放牧されるカシの森林をデエサと呼び、デエサにはセイヨウヒイラギガシの森とコルクガシの森の2種類がある。イベリコ豚は、1日に6 - 10キログラム (kg) のドングリを食べて育つ。イベリコ豚はセイヨウヒイラギガシのデエサで育ったイベリコ豚のほうが上質だとされる。